# Edita Rudelienė

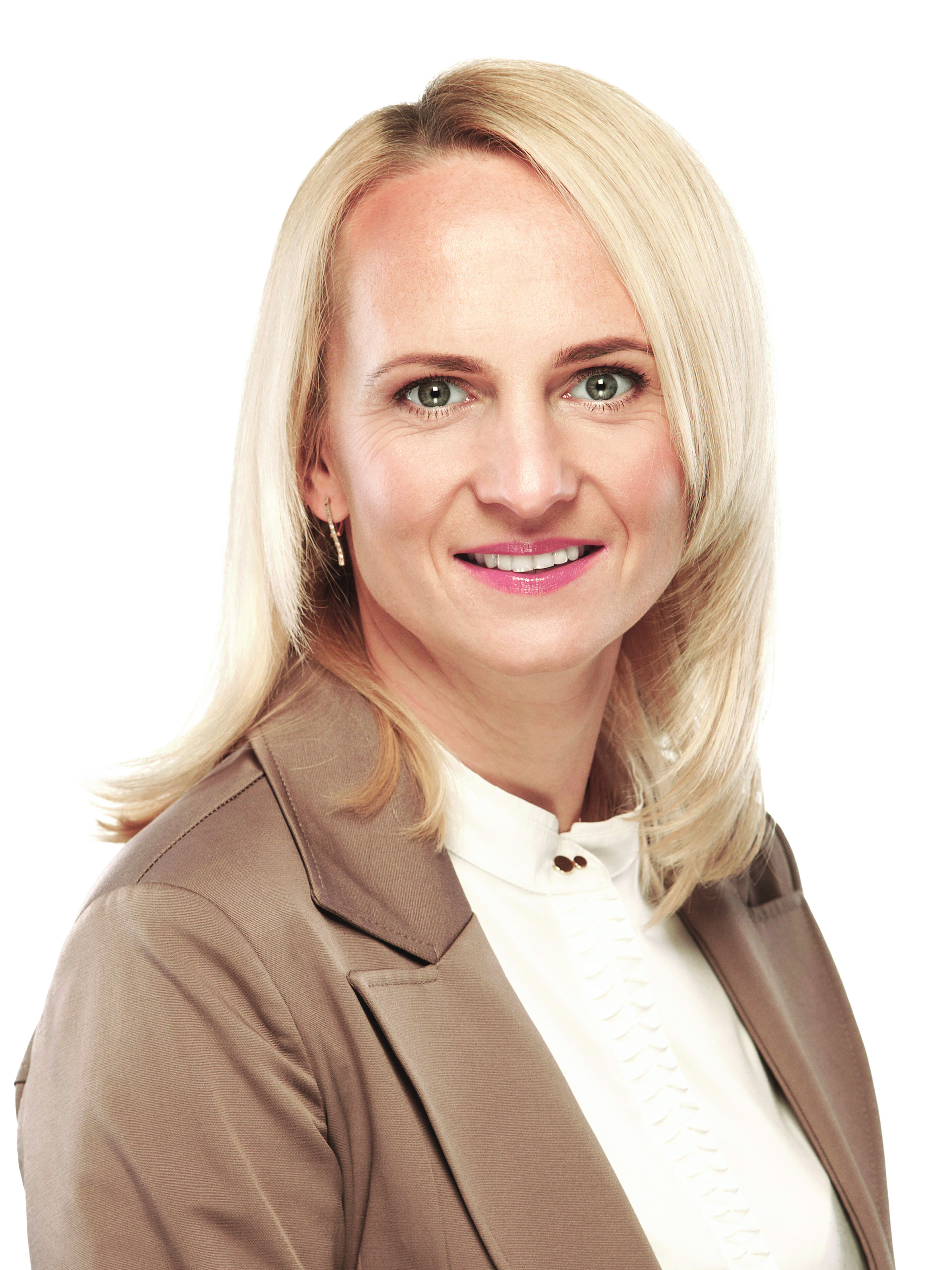
Edita Rudelienė (2015)

Edita Rudelienė (* 19. Oktober 1978 in Trakai) ist eine litauische liberale Politikerin, seit 2021 Seimas-Mitglied, ehemalige Bürgermeisterin von Trakai.

## Leben
Nach dem Abitur 1997 am Gymnasium Trakai absolvierte 2003 Edita Rudelienė das Bachelor- und das Masterstudium an der Vilniaus universitetas in der litauischen Hauptstadt Vilnius. 2003 arbeitete sie in der Grundschule Kariotiškės und in Rykantai bei Trakai sowie von 2003 bis 2011 als Jugendkoordinatorin in der Verwaltung der Gemeinde. Von 2014 bis 2021 war sie Bürgermeisterin und von 2011 bis 2021 Mitglied im Rat der Rajongemeinde Trakai. Seit 2021 ist sie Mitglied im 13. Seimas (statt Kęstutis Glaveckas als LRLS-Listenkandidatin).
Edita Rudelienė ist verheiratet. Sie hat zwei Kinder.